# Farstorps socken
Farstorps socken i Skåne ingick i Västra Göinge härad, ingår sedan 1974 i Hässleholms kommun och motsvarar från 2016 Farstorps distrikt.
Socknens areal är 78,57 kvadratkilometer varav 75,17 land.  År 2000 fanns här 749 invånare. Kyrkbyn Farstorp med sockenkyrkan Farstorps kyrka ligger i socknen.

## Administrativ historik
Socknen har medeltida ursprung. 
Vid kommunreformen 1862 övergick socknens ansvar för de kyrkliga frågorna till Farstorps församling och för de borgerliga frågorna bildades Farstorps landskommun. Landskommunen uppgick 1952 i Hästveda landskommun som 1974 uppgick i Hässleholms kommun.
1 januari 2016 inrättades distriktet Farstorp, med samma omfattning som församlingen hade 1999/2000.  
Socknen har tillhört län, fögderier, tingslag och domsagor enligt vad som beskrivs i artikeln Västra Göinge härad. De indelta soldaterna tillhörde Norra skånska infanteriregementet, Västra Göinge kompani och Skånska husarregementet, Liv skvadronen, livkompaniet.

## Geografi
Farstorps socken ligger norr om Hässleholm med Lursjön i öster. Socknen är en småkuperad skogsbygd med inslag av odlingsbygd.
I socknen finns 24 små byar.

## Fornlämningar
Från stenåldern har lösfynd och en boplats påträffats. Från järnåldern finns gravar.

## Namnet
Namnet skrevs omkring 1222 Fathertsthorp och kommer från kyrkbyn. Efterleden är torp, 'nybygge'. Förleden innehåller mansnamnet Fathir..